# Adelfoi
Adelfoi (grekiska: Αδελφοί) är en mindre, ö i Grekland. Den ligger i ögruppen Sporaderna och regionen Thessalien, i den östra delen av landet, 130 km norr om huvudstaden Aten. Arean är 1,4 kvadratkilometer. Strax norr om ön ligger den ännu mindre Adelfopoulo.